# Франсе, Жан
Жан Франсе (фр. Jean Françaix; 23 мая 1912, Ле-Ман — 25 сентября 1997, Париж) — французский композитор, пианист, кинокомпозитор, хореограф.

## Биография
Сын музыковеда, директора консерватории в Ле-Мане, и преподавательницы вокала. Начал сочинять музыку в шестилетнем возрасте, а фортепианная миниатюра, сочинённая им в 8 лет, была опубликована. С юных лет занимался композицией под руководством Нади Буланже. В 1923 году работа юного композитора удостоилась лестного отзыва Мориса Равеля. В 1930 г. Франсе окончил Парижскую консерваторию по классу фортепиано Изидора Филиппа, к 1932 году относится первое его сочинение, завоевавшее успех и популярность, — Концертино для фортепиано с оркестром.
В 1933 году написал два балета для Леонида Мясина — «Пляж» и «Школа танцев» (итал. Scuola di ballo, по мотивам Луиджи Боккерини), в 1935 году — балет «Голый король» (фр. Le Roi nu) для Сержа Лифаря. Как оперный композитор дебютировал в 1938 году «Хромым бесом» (фр. Le diable boiteux, по А. Р. Лесажу), исполненным под управлением его наставницы Буланже. Наиболее монументальным сочинением Франсе является оратория «Апокалипсис по святому Иоанну» (фр. L’Apocalypse selon Saint Jean; 1939), впервые исполненная под руководством Шарля Мюнша в оккупированном Париже в 1942 году. Кроме того, Жану Франсе принадлежат многочисленные инструментальные концерты (по большей части камерные) и другая инструментальная музыка — лёгкая, изящная, примыкающая к неоклассицизму.
Создал оркестровку полного цикла 24-х Прелюдий Ф. Шопена (1969).